# Janiralata occidentalis
Janiralata occidentalis là một loài chân đều trong họ Janiridae. Loài này được Walker miêu tả khoa học năm 1898.